# 科洛尼亚-德尔萨克拉门托

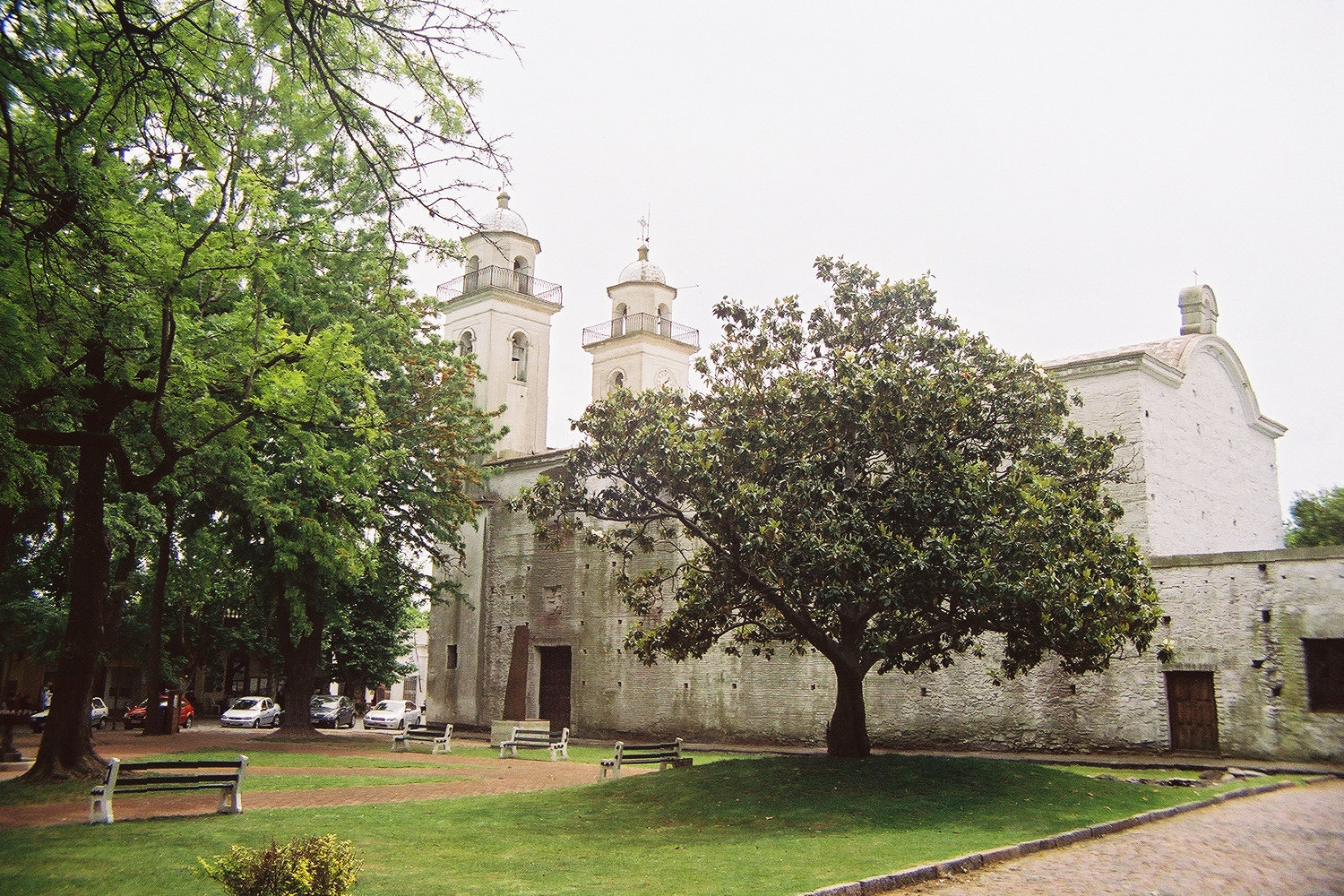

科洛尼亚-德尔萨克拉门托（西班牙語：Colonia del Sacramento，西班牙語發音：[koˈlonja ðel sakɾaˈmento]）是烏拉圭的城市，也是科洛尼亞省的首府，位於該國西南部拉布拉他河北岸，距離首都蒙特維多177公里，始建於1680年，海拔高度27米，2004年人口21,714。
科洛尼亚-德尔萨克拉门托的舊城區已被列為世界文化遺產，除了有一些幾百年前的古蹟之外，整個舊城區帶著濃厚的殖民味道，融合了葡萄牙和西班牙的風格。

## 圖集

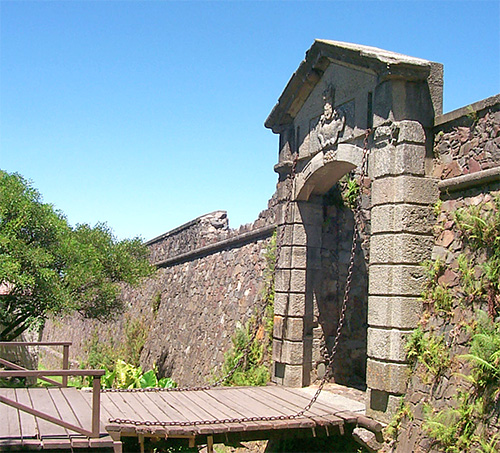
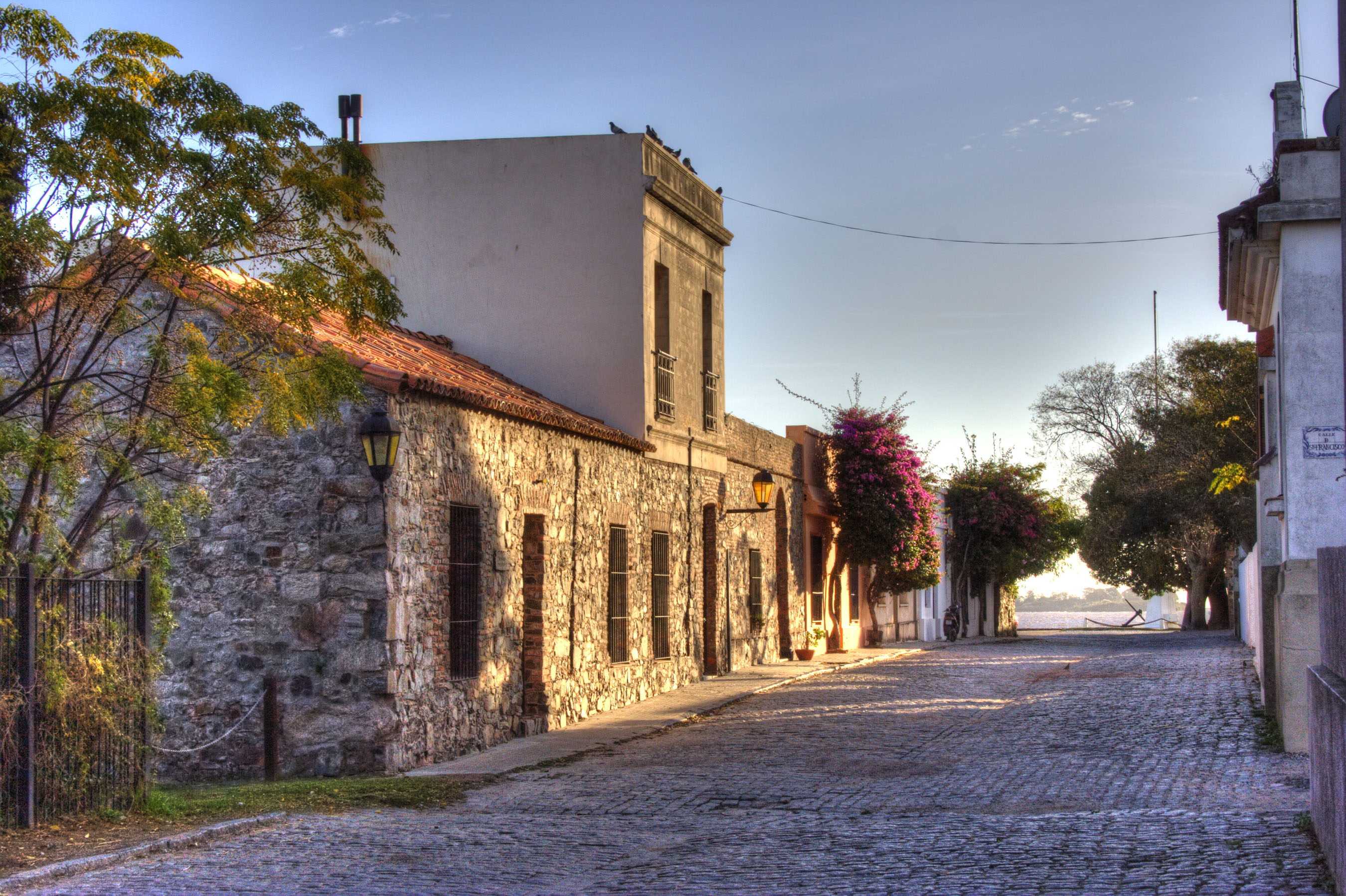
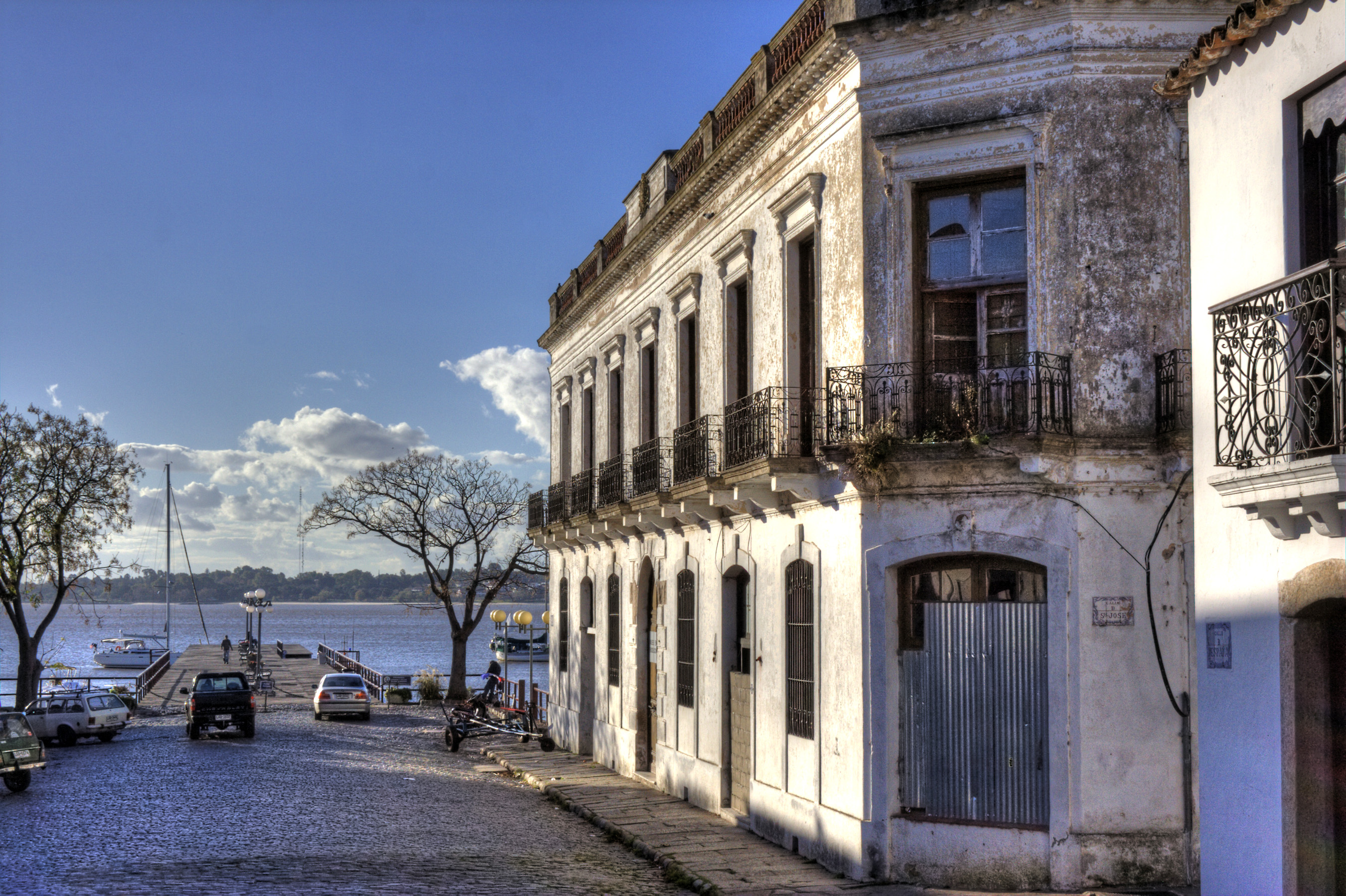
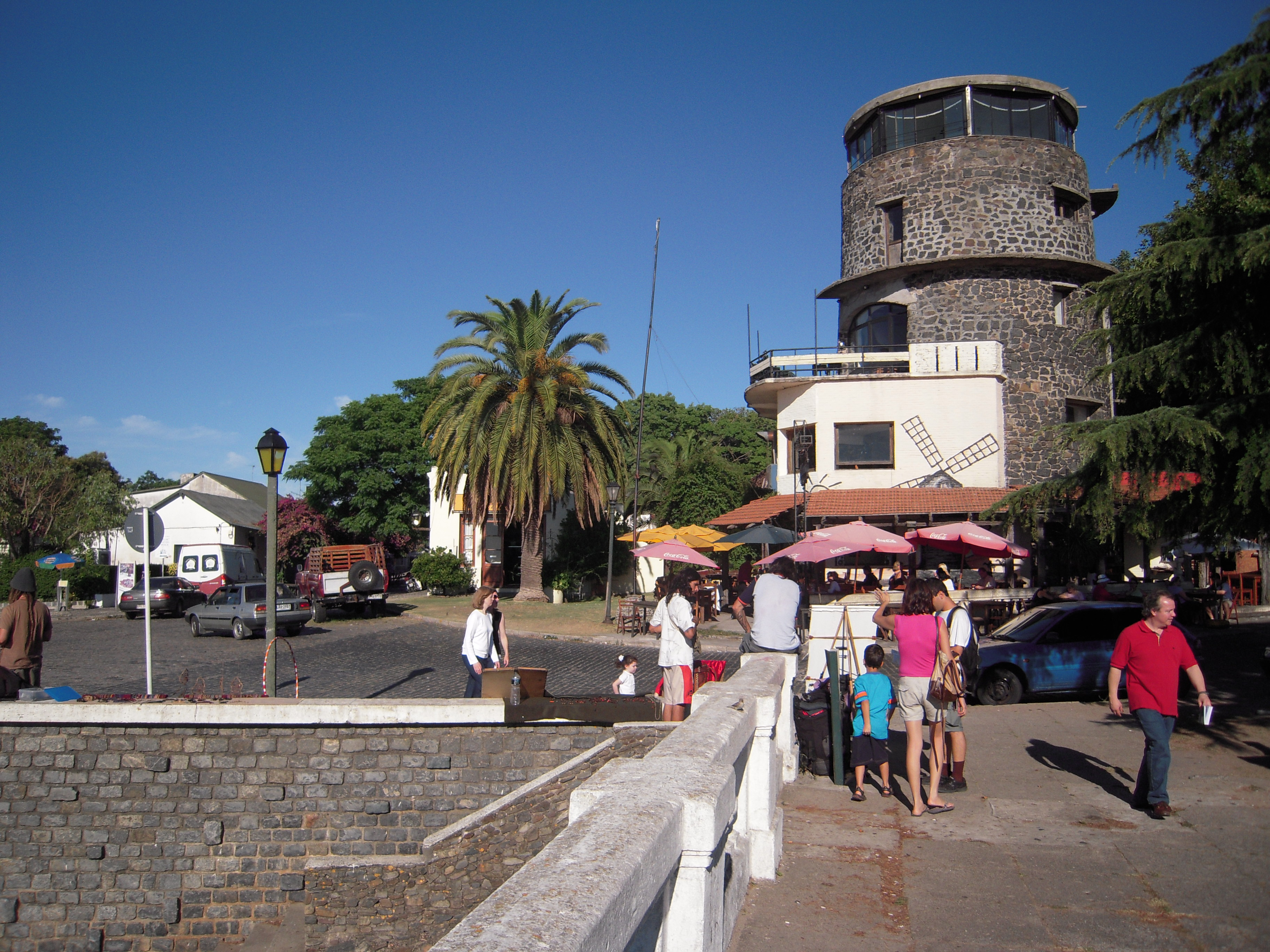
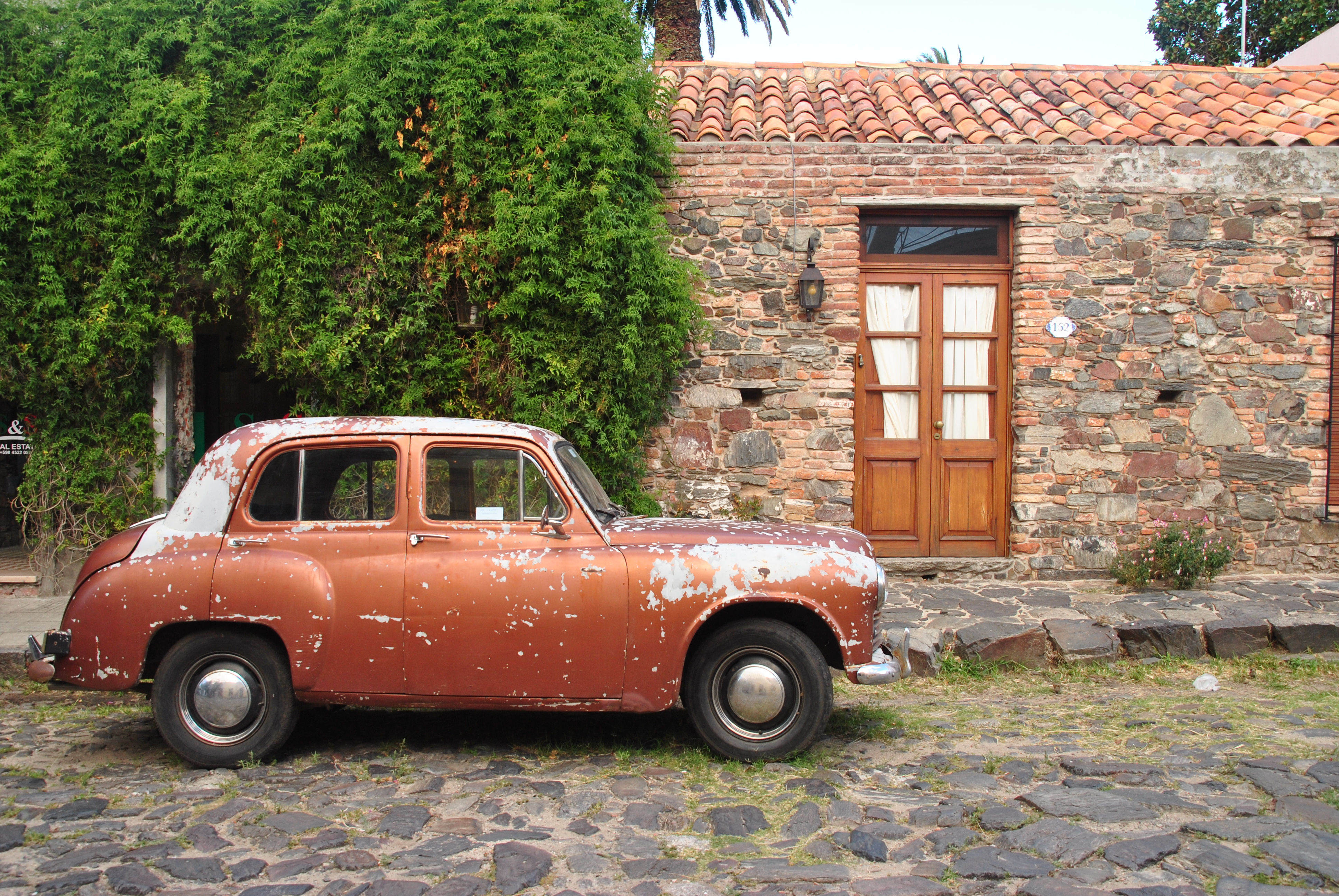
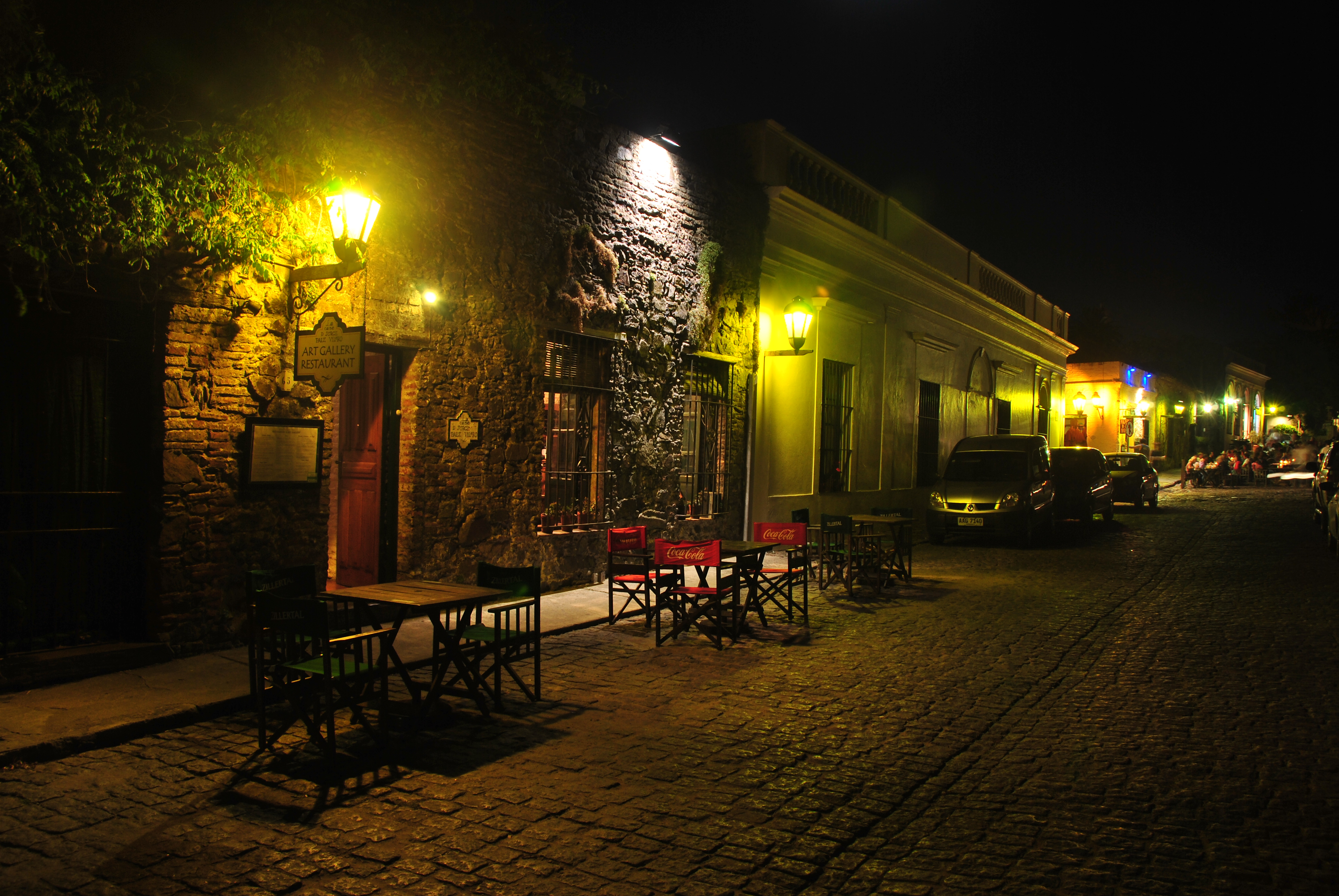
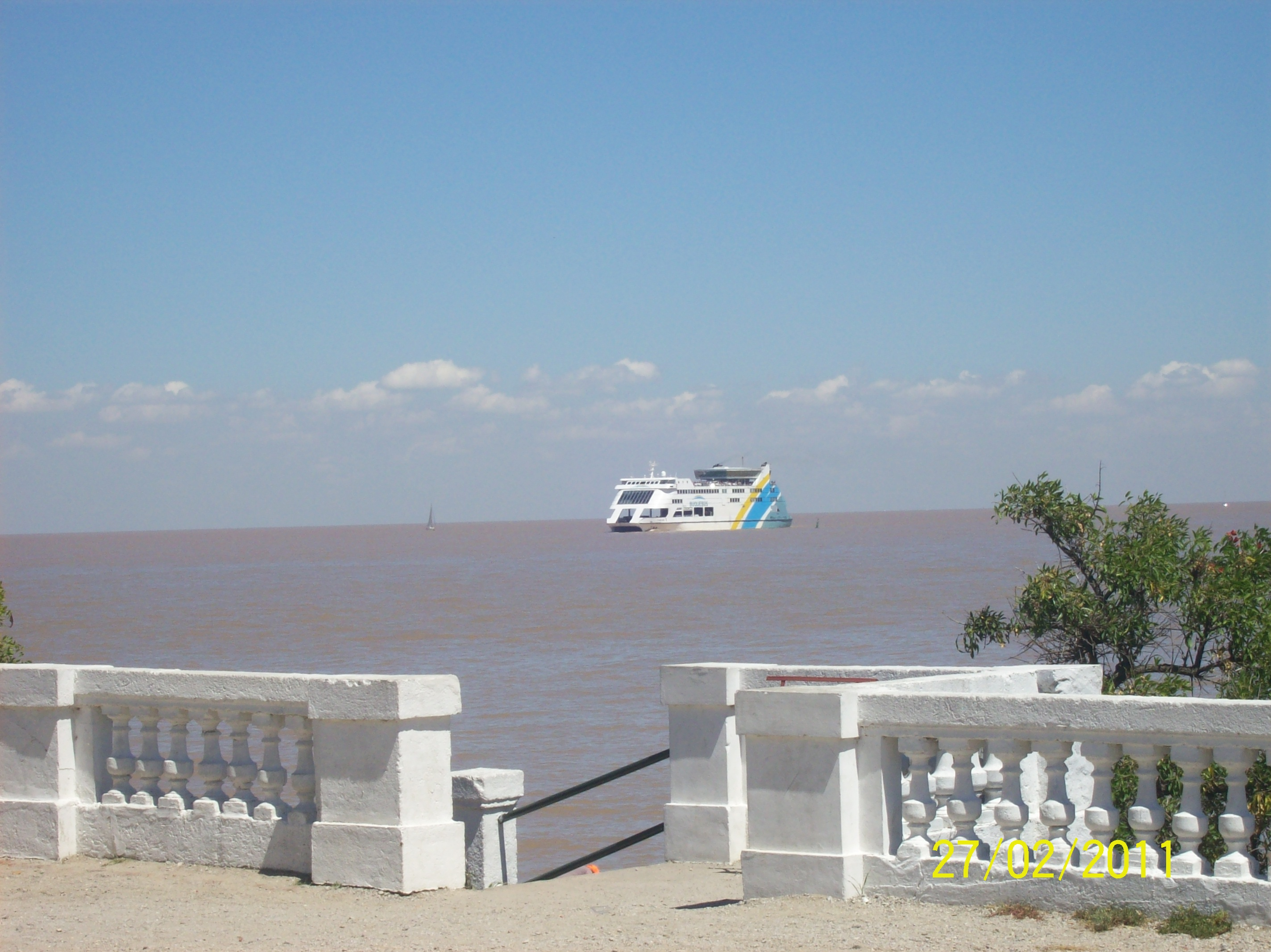
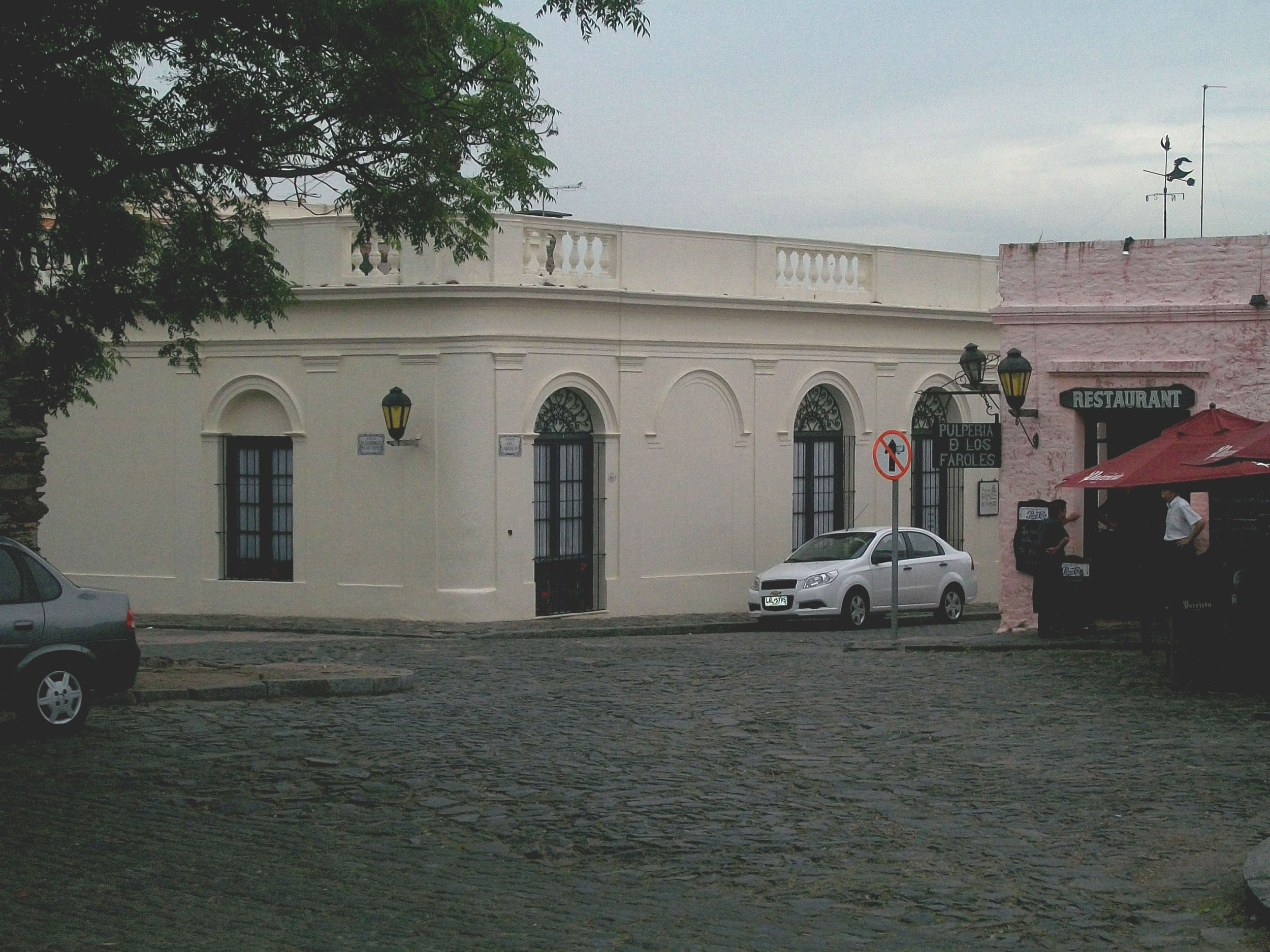
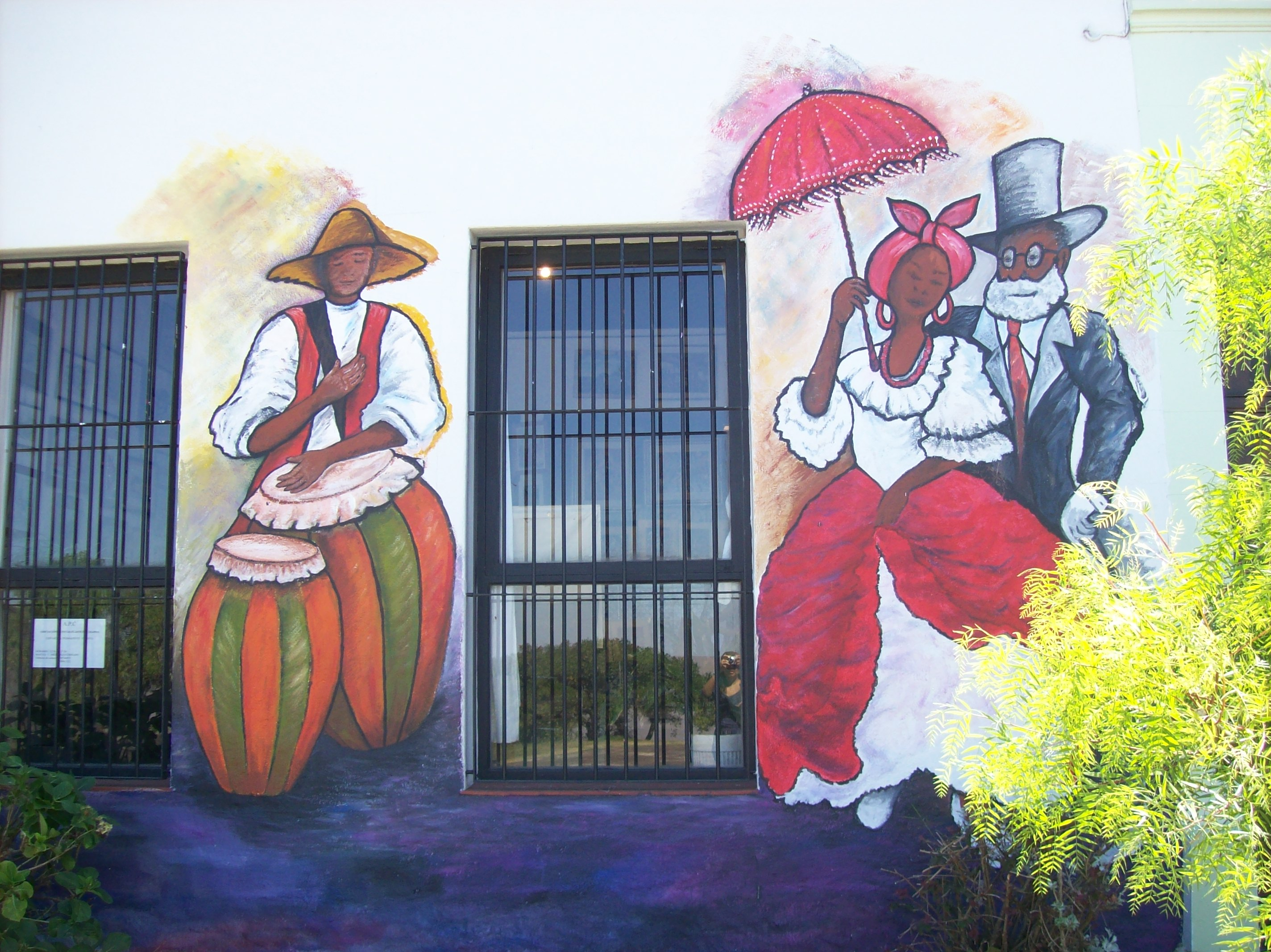
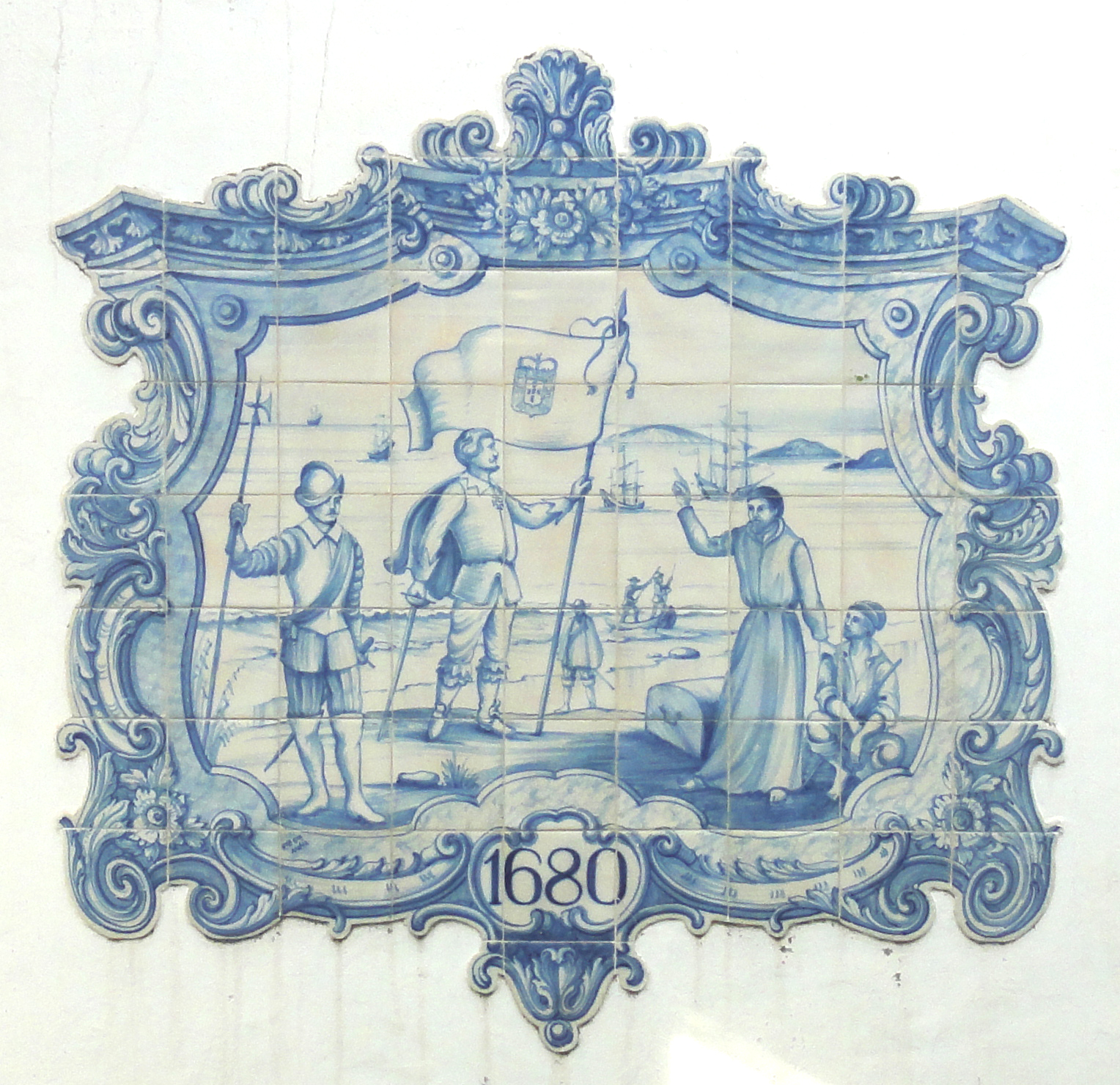

## 外部連結
- Article on Colonia del Sacramento, Official Portal of the Uruguayan Government （页面存档备份，存于）
- 360° Virtual Tours of Colonia del Sacramento - Uruguay360.com.uy （页面存档备份，存于）
- Tourist information about Colonia del Sacramento
- Tourist guide about Colonia del Sacramento – photos, hosting and attractions of Colonia del Sacramento attractions
- Colonia del Sacramento Website （页面存档备份，存于）
- INE map of Colonia del Sacramento （页面存档备份，存于）